# Partido Independente Americano
O Partido Independente Americano (AIP) é um partido político de extrema-direita dos Estados Unidos que foi criado em 1967. O AIP é mais conhecido por sua nomeação do ex-governador democrata George Wallace do Alabama, que conquistou cinco estados nas eleições presidenciais de 1968 contra Richard Nixon e Hubert Humphrey.